# Biantes sherpa
Biantes sherpa is een hooiwagen uit de familie Biantidae. De wetenschappelijke naam van Biantes sherpa gaat terug op J. Martens.